# Microchloa caffra
Microchloa caffra är en gräsart som beskrevs av Christian Gottfried Daniel Nees von Esenbeck. Microchloa caffra ingår i släktet Microchloa och familjen gräs. Inga underarter finns listade i Catalogue of Life.